# FIVB World Tour 1990/91
De FIVB World Tour 1990/91 vond plaats tussen juli 1990 en februari 1991. De tweede editie van de internationale beachvolleybalcompetitie bestond uit vier toernooien en was enkel voor mannen. De competitie werd voor de tweede keer gewonnen door de Amerikanen Randy Stoklos en Sinjin Smith.

## Kalender
| #  | Plaats         | Categorie | Geslacht | Datum                 | Prijzengeld |
| -- | -------------- | --------- | -------- | --------------------- | ----------- |
| 1. | Sète           | Open      | mannen   | 27 – 29 juli 1990     | $30.083     |
| 2. | Lignano        | Open      | mannen   | 1 – 5 augustus 1990   | $50.000     |
| 3. | Enoshima       | Open      | mannen   | 9 – 11 augustus 1990  | $50.000     |
| 4. | Rio de Janeiro | Open      | mannen   | 12 – 23 februari 1991 | $50.000     |

## Resultaten

### Sète Open
Van 27 tot en met 29 juli 1990
| Rang | Team                                      |
| ---- | ----------------------------------------- |
| 1    | André Lima / Guilherme Marques            |
| 2    | John Eddo / Sean Fallowfield              |
| 3    | Roberto Lopes / Franco Neto               |
| 4    | Jean-Philippe Jodard / Christian Penigaud |
| 5    | Dio Lequaglie / Marco Solustri            |
| 6    | Thierry Glowacz / Jan Kvalheim            |
| 7    | Thomas Brall / Jan Fell                   |
| 8    | Siulio Galan / Benjamin Vicedo            |

### Lignano Open
Van 25 tot en met 30 juli 1990
| Rang | Team                                      |
| ---- | ----------------------------------------- |
| 1    | Tim Hovland / Kent Steffes                |
| 2    | John Eddo / Sean Fallowfield              |
| 3    | Eduardo Garrido / Roberto Moreira         |
| 4    | Dio Lequaglie / Marco Solustri            |
| 5    | Roberto Lopes / Franco Neto               |
| 6    | Fabrizio Bastianelli / Emanuele Fracascia |
| 7    | Mauro Budani / Carlo Pezzullo             |
| 8    | Franco Bertoli / Fabio Fullo              |

### Enoshima Open
Van 9 tot en met 11 augustus 1990
| Rang | Team                              |
| ---- | --------------------------------- |
| 1    | Leif Hanson / Eric Wurts          |
| 2    | Al Janc / Tim Walmer              |
| 3    | Dio Lequaglie / Marco Solustri    |
| 4    | Philippe Blain / Alain Fabiani    |
| 5    | Roberto Lopes / Franco Neto       |
| 6    | Eduardo Garrido / Roberto Moreira |
| 7    | Dmitri Koevitsjka / Ivan Zagorski |
| 8    | Park Hyung-yong / Kang Man-soo    |

### Rio de Janeiro Open
Van 12 tot en met 23 februari 1991
| Rang | Team                              |
| ---- | --------------------------------- |
| 1    | Randy Stoklos / Sinjin Smith      |
| 2    | Tim Hovland / Kent Steffes        |
| 3    | André Lima / Guilherme Marques    |
| 4    | Mike Dodd / Jon Stevenson         |
| 5    | Roberto Lopes / Franco Neto       |
| 6    | Marlos Cogo / Marco Tullio        |
| 7    | Edinho de Mattos / Eduardo Tinoco |
| 8    | Clovis Freitas / Átila Pereira    |

## Prijzen
| Winnaar FIVB World Tour      |
| ---------------------------- |
| Randy Stoklos / Sinjin Smith |